# Copa de Portugal 1947-48
La copa de Portugal 1947-48 fue la novena temporada de la copa de Portugal, torneo nacional organizado por la Federación Portuguesa de Fútbol (FPF). En esta edición participaron 29 clubes clubes de primera, segunda y tercera división. La temporada 1946-47 fue celebrada.
La final se jugó el 4 de julio de 1948 entre el Sporting de Lisboa y Belenenses. El campeón del certamen fue el Sporting después de haber ganado 3-1 con dos goles de Peyroteo y uno de Albano, en el estadio Nacional, Lisboa. Fue el cuarto título de Sporting.

## Equipos participantes
Todos los equipos:
| - Associação Académica de Coimbra - Atlético Clube de Portugal - Clube de Futebol Os Belenenses - Sport Lisboa e Benfica - Sporting Clube de Braga - Boavista Futebol Clube - Grupo Desportivo Estoril Praia - Lusitano Futebol Clube - O Elvas Clube Alentejano de Desportos - Sporting Clube Olhanense - Futebol Clube do Porto - Sporting Clube de Portugal - Vitória Sport Clube - Vitória Futebol Clube - Futebol Clube Barreirense | - Grupo Desportivo CUF - Futebol Clube Famalicão - Leixões Sport Clube - Sport Grupo Scalabitano Os Leões - Luso Sport Clube - União Desportiva Oliveirense - Portimonense Sporting Clube - Sporting Clube da Covilhã - Clube de Futebol União de Coimbra - Clube Académico de Futebol - Clube Desportivo Cova da Piedade - Clube Desportivo de Faro - Sport Clube União Torreense - Clube Sport Marítimo |

## Rondas eliminatorias

### Primera ronda
| Calcio Sporting Lisbona    | 5 - 1  | Calcio Vitória Guimarães |
| Calcio Braga               | 3 - 2  | Calcio Leoes             |
| Calcio Portimonense        | 4 - 1  | Calcio Luso Beja         |
| Calcio Oliveirense         | 3 - 1  | Calcio Famalicao         |
| Calcio Porto               | 9 - 0  | Calcio Uniao de Coimbra  |
| Calcio Estoril Praia       | 1 - 0  | Calcio Lusitano VRSA     |
| Calcio O Elvas             | 13 - 0 | Calcio Farense           |
| Calcio CUF Barreiro        | 4 - 2  | Académico Viseu          |
| Calcio Cova Piedade        | 0 - 0  | Calcio Torreense         |
| Calcio Benfica             | 5 - 2  | Calcio Olhanense         |
| Calcio Belenenses          | 3 - 1  | Calcio Leixoes           |
| Calcio Barreirense         | 0 - 0  | Calcio Vitória Setúbal   |
| Atlético Clube de Portugal | 4 - 2  | Calcio Covilha           |
| Académica de Coimbra       | 4 - 1  | Calcio Boavista          |
| Estadísticas finales.      |        |                          |

### Segunda ronda
| Equipo 1                   | Resultado | Equipo 2             |
| -------------------------- | --------- | -------------------- |
| Calcio Sporting Lisbona    | 6 - 2     | Calcio Estoril Praia |
| Calcio Portimonense        | 3 - 0     | Calcio Braga         |
| Calcio Oliveirense         | 2 - 1     | Académica de Coimbra |
| Calcio Benfica             | 6 - 1     | Calcio O Elvas       |
| Calcio Belenenses          | 1 - 0     | Calcio CUF Barreiro  |
| Calcio Barreirense         | 1 - 0     | Calcio Porto         |
| Atlético Clube de Portugal | 3 - 0     | Calcio Cova Piedade  |
| Estadísticas finales.      |           |                      |

### Cuartos de final
| Equipo 1                | Resultado | Equipo 2                   |
| ----------------------- | --------- | -------------------------- |
| Calcio Sporting Lisbona | 6 - 1     | Calcio Portimonense        |
| Calcio Benfica          | 2 - 1     | Atlético Clube de Portugal |
| Calcio Belenenses       | 8 - 1     | Calcio Oliveirense         |
| Calcio Barreirense      | 2 - 0     | Club Sport Marítimo        |
| Estadísticas finales.   |           |                            |

### Semifinal
| Equipo 1                | Resultado | Equipo 2           |
| ----------------------- | --------- | ------------------ |
| Calcio Sporting Lisbona | 3 - 0     | Calcio Benfica     |
| Calcio Belenenses       | 5 - 1     | Calcio Barreirense |
| Estadísticas finales.   |           |                    |

### Final
| 4 de julio de 1948 | Sporting de Lisboa            | 3 - 1   | Clube de Futebol Os Belenenses | Estadio Nacional, Oeiras        |                                 |
|                    | Peyroteo 30, 65' - Albano 34' | Reporte | Teixeira da Silva 52'          | Árbitro(s): Libertino Domingues | Árbitro(s): Libertino Domingues |